# الإرهاب في مصر
الإرهاب في مصر هو مصطلح يشير إلى عدد من الهجمات التي نفذ معظمها تكفيريين داخل الأراضي المصرية. استهدفت هذه الهجمات مقرات حكومية ومقرات تابعة للشرطة المصرية، كما قامت باستهداف السياح في القادمين لمصر. زادت الهجمات الارهابية في مطلع التسعينات، حيث استهدفت الجماعة التكفيرية في مصر حينها كبار السياسيين رموز السلطة وقوات الأمن المصري طوال فترة الثمانينيات وفترات متقطعة من التسعينيات لكن بعد ضربات أمنية متلاحقة من قبل الأمن المصري والذي شمل اعتقال معظم أعضائها وضرب قواعدها.
زادت قوة هذه الجماعات الارهابية مجددا بعد ثورة 25 يناير، وتمثلت باستهداف خطوط الغاز المتوجهة إلى إسرائيل والأردن وغيرها من الحوادث وقت تم رفع حالة الطوارئ وفرض حظر التجول في البلاد لمنع حدوث تفاقم عمليات التخريب التي حدثت اثناء ثورة 25 يناير. استهدف هجوم مسلح مساء يوم 24 أكتوبر2014 نقطة ارتكاز أمنية تابعة للقوات المسلحة بمنطقة كرم القواديس بشمال سيناء، موقعاً حاصدا عشرات الأرواح والمصابين في صفوف القوات المسلحة المصرية. بعد وقوع الحادث، بادر عبد الفتاح السيسي إلى عقد اجتماع عاجل لمجلس الدفاع الوطني، تم خلاله التوجيه نحو تنفيذ خطة سريعة هدفت لوقف العمليات الارهابية بسيناء، والحيلولة دون امتدادها في مصر وإعادة الأمن والاستقرار لها.
أعتبرت الدولة المصرية أن الإرهاب تهديدا خطيرا لاستقرار المجتمعات وأمن الإنسان في كل مكان وقمات بوضع قواعد واجراءات قانونية لمكافحة الإرهاب. حيث جائت هذه القواعد ضمن اطار دولي في مقدمتها قرارات مجلس الأمن التي صدرت طبقا للفصل السابع من ميثاق الأمم المتحدة، وفي مقدمتها القراران 1373(2001)، 1624(2005) وبموجبهما تلتزم الدول بتقديم تقارير إلي لجنة مكافحة الإرهاب حول القوانين التي أصدرتها لمنع ومكافحة الإرهاب. وترتكز قوانين مكافحة الإرهاب كذلك علي الاتفاقيات الدولية التي تجرم الإرهاب، والتي وصل عددها13 اتفاقية دولية شارعة.
شهد مدينة طابا بجنوب سيناء في يوم 16 فبراير 2014 حادث تفجير حافلة سياحية أمام فندق ساندس بمنفذ طابا، كانت متجهة من سانت كاترين إلى إسرائيل، أسفر عن مقتل 4 سائحين كوريين والسائق المصري وأمين شرطة، وإصابة 16 آخرين من جنسيات مختلفة. قامت الدولة المصرية بحملة عسكرية في سيناء أطلقت عليها أسم العملية العسكرية لتطهير سيناء وتهدف إلى تعقب الجمعات المسلحة في سيناء.